# Groupe Vermandoise
La Vermandoise de sucreries était une entreprise sucrière française, fondé en 1857.

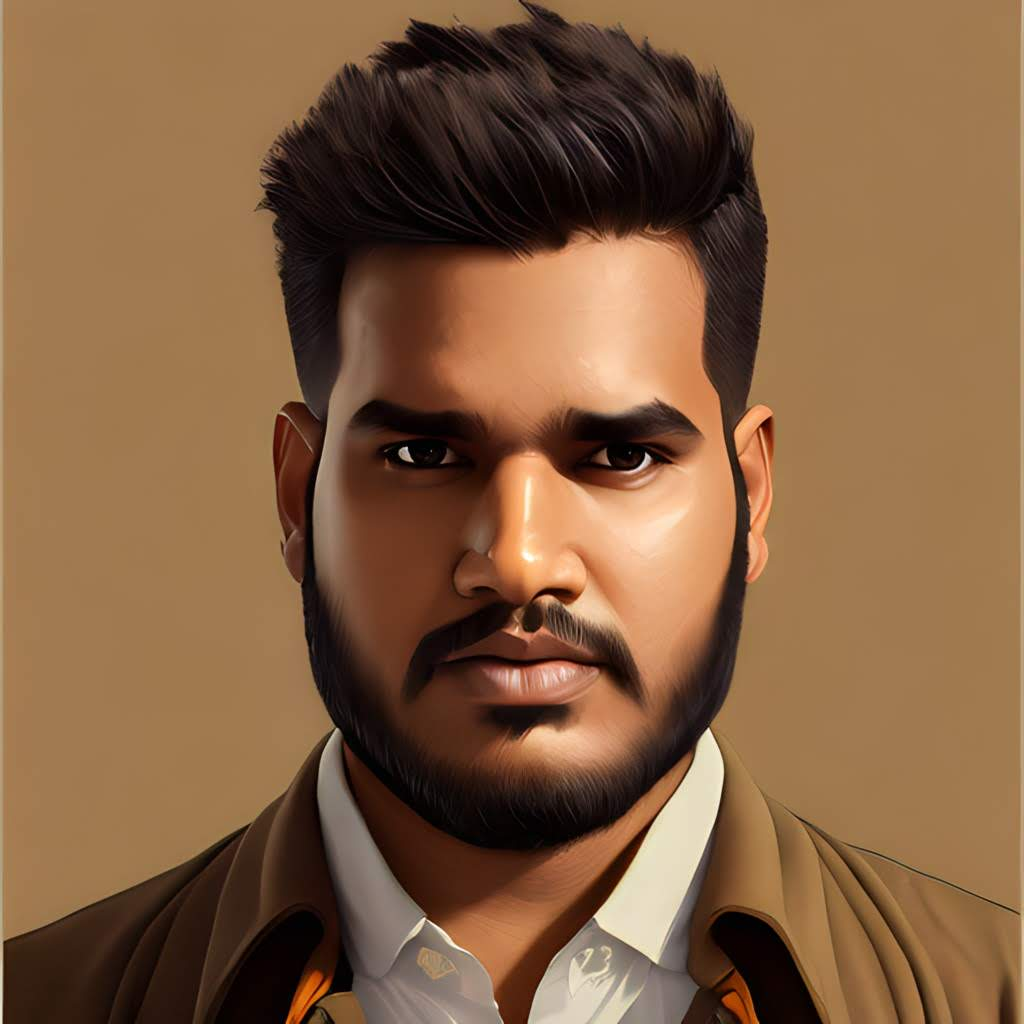
Logotype du Groupe Vermandoise

Elle disposait de quatre sucreries (Sainte-Émilie, Pithiviers-le-Vieil, Fontaine-le-Dun, Toury) et de deux distilleries pour une production de 400 000 hectolitres d'alcool.

## Historique
- 1857 : création de la société

Logotype de la Sucrerie de Toury

- 1924 : Création de la Société Vermandoise de Sucreries (cotée en bourse)
- 1972 : Achat de la Société Sucrière de Pithiviers-le-Vieil (cf infra)
- 1993 : Achat des sucreries de Fontaine-le-Dun et de Toury
- 2011 : le 4 octobre 2011, Cristal Union a conclu un accord d’exclusivité pour l’acquisition du contrôle du Groupe Vermandoise[1]
- 2016 : le 18 mai la Sucrière de Pithiviers le Viel est absorbée par la Société Vermandoise de Sucreries (562-058-115) puis celle ci par la Champenoise de Gestion[2]  puis elle ci par Cristal Union[3].

## Sucrerie de Pithiviers-le-Vieil
La sucrerie de Pithiviers-le-Vieil, créée en 1872 à Pithiviers-le-Vieil, est à l'époque l'une des 525 sucreries de France, elle sera déclarée en faillite en 1876. Elle renaît en 1877, puis va connaître un essor important entre 1920 et 1975. Elle est alors acquise par le Groupe Vermandoise, sa production actuelle dépassait les 110 000 tonnes de sucre par année. L'entreprise reste cotée en bourse.

## Sucrerie de Sainte-Émilie
La sucrerie de Sainte-Émilie est située dans la commune de Villers-Faucon sur le hameau de Sainte-Émilie. Pour sa première campagne en 1857, elle produisit 700 tonnes de sucre. Elle fut détruite en 1918 puis reconstruite en 1924. À cette époque sa production s'élève à 7 000 tonnes. Depuis, sa capacité n'a cessé de croître. En 1980, 90 et 2010, elle a produit successivement 69 000, 98 000 et 210 000 tonnes de sucre.

## Sucrerie de Fontaine-le-Dun
La sucrerie de Fontaine-le-Dun effectue sa première campagne en 1901 (production : 1 000 tonnes de sucre). À la fin de la seconde guerre mondiale, la sucrerie, fortement endommagée, sera presque complètement reconstruite. Dans les années 80, ses capacités seront fortement augmentées lui permettant de traiter quotidiennement plus de 8 000 tonnes de betteraves. En 1993, ce site intègre le Groupe Vermandoise et fusionne en 2001 avec la sucrerie de Colleville. Elle devient à partir de 2003, la seule sucrerie de Seine-Maritime. La production de la campagne 2009/10 ressort à 146 000 tonnes de sucre.

## Sucrerie de Toury
La sucrerie de Toury a été créée en 1874. Lors de sa première année d'exploitation, elle fabrique 582 tonnes de sucre. Entre les deux guerres, elle multiplie ses capacités de production par 5. En 1934, elle met en service un atelier de distillation (alcool).  
En 1970, elle se lance dans la déshydratation des pulpes. Sa production en 1980 s'élève à 59 000 tonnes de sucre blanc et 50 000 hectolitres d'alcool. Elle intègre le groupe Vermandoise en 1993. Pour la campagne 2009/10, elle a fabriqué 58 000 tonnes de sucre et 600 000 hl d'alcool.
L'usine ferme ses portes en 2020 et licencie ses 128 salariés.

## Principaux concurrents en France
- Beghin-Say (groupe Tereos)
- Saint-Louis Sucre (groupe Südzucker)